# Абсцесс зуба
Абсцесс зуба — инфекционный процесс, который обусловлен скоплением гноя во внутренней или наружной поверхности альвеолярного отростка верхней челюсти или альвеолярной части нижней челюсти. Обычно причиной абсцесса является бактериальная инфекция, которая скапливается в мягкой, часто мёртвой, пульпе зуба, что может быть связано с запущенным кариесом, сколом зуба или с различными заболеваниями пародонта. Неудачная обработка системы корневых каналов также может стать причиной абсцесса.
Различают три вида абсцесса зуба:
- Десневой абсцесс (или флюс) затрагивает только дёсны, не задевая зуб или периодонтальную связку.
- Периодонтальный — воспалительный процесс внутри пародонтального кармана, развивающийся по направлению к корню зуба
- Периапикальный — возникает в зубе с нежизнеспособной пульпой.

## Симптомы
Для абсцесса характерны постоянные пульсирующие и стреляющие боли. При надавливании или воздействии тепла на зуб также могут возникать приступы боли. Возможно образование отёка у основания зуба, десны и/или щёк, который можно уменьшить приложением льда.
Острый абсцесс может быть безболезненным, но отёк всё равно присутствует на слизистой оболочке. В некоторых случаях абсцесс зуба может перфорировать кость, перейдя на соседние ткани, и вызвав отёк лица. В некоторых случаях наблюдается воспаление лимфатических узлов в области шеи, появляется заметный отёк. Иногда больные жалуются на мигрень.

## Лечение
Успешное лечение абсцесса зуба заключается в обнаружении и удалении источника инфекции, и может состоять как из назначения антибиотиков, так и дренажа. Если зуб возможно восстановить, то проводят терапию корневых каналов. Зубы, которые не подлежат восстановлению, удаляют.
Абсцессы могут не заживать по нескольким причинам:
- Киста
- Плохо проведённая терапия корневого канала
- Вертикальный перелом корня зуба
- Сопутствующие заболевания пародонта
- Проникновение корней зубов в гайморову пазуху